# John W. Pearson
John William Pearson (19 januari 1808 – 30 september 1864) was een Amerikaanse zakenman en kapitein tijdens de Amerikaanse Burgeroorlog. Hij opende een hotel met een wellness in Orange Springs, Florida.
Pearson rekruteerde tijdens de Amerikaans Burgeroorlog de Oklawaha Rangers. Deze eenheid werd voornamelijk ingezet als guerrillastrijders tegen Noordelijke eenheden in noorderlijk en centraal Florida. Pearson werd zwaar gewond tijdens de Slag bij Globe Tavern. Hij overleed aan zijn verwondigen in Augusta, Georgia toen hij op weg was naar huis.

## Vroege jaren
Pearson werd geboren op 19 januari 1808 in Union County, South Carolina. Hij was de zoon van Thomas Green Pearson en Ailsey Garret Pearson. Toen Pearson vier jaar was, verhuisde het gezin naar Bedford County waar ze samen woonden met Pearsons grootvader William Pearson. In 1828 overleed de vader van John Pearson. Hij werd opgevoed door zijn moeder en grootvader.

## Seminole oorlogen en zakenman in Florida
Pearson gaf zich in 1835 op als vrijwilliger tijdens de Seminole oorlogen. Hij sloot zich aan bij Hindley’s Company. Na de oorlog vestigde hij zich in Marion County, Florida en trad op 5 oktober 1842 in het huwelijk met Sarah Martha Pearce. Het koppel kreeg vijf kinderen. Samen met zijn zakenpartner David Levy Yulee kocht hij in 1848 een lap grond in Orange Springs, Florida. Pearson liet er een  wellnesscentrum bouwen waar de bezoekers konden genieten van kristalheldere water. In de jaren 1850 was Pearson de eigenaar van een herberg, een molen, een houtzagerij, een meubelzaak en een herstelplaats voor machines.

## De Amerikaanse burgeroorlog
Na het uitbreken van de Amerikaanse burgeroorlog in 1861 kocht Pearson tijdens een bezoek in Charleston, South Carolina 125 musketten met een gladde loop en 100 colt revolvers. Hij keerde met deze wapens terug naar Florida en vroeg toestemming aan gouverneur Madison S. Perry om een militie-eenheid op te richten.
In Camp MacCarthy, langs de oever van de Ocklawaha in Putnam County, werd Pearson op 14 mei 1862 verkozen tot kapitein van de nieuwe eenheid. De eerste dag meldden er zich 71 vrijwilligers aan. Tegen het einde van de oorlog zou dit aangroeien tot 150 soldaten. Pearson bewapende zijn manschappen met de aangekochte wapens uit Charleston. Pearson liet op eigen kosten extra geweren, kanonnen en munitie produceren.

### St. Johns rivier
De eerste taak van de Oklawaha Rangers, zoals ze genoemd werden, was het beschermen van het stadje Palatka. Niet ver van het stadje was een Noordelijk marineschip gezonken die de Noordelijken probeerden te bergen. Pearson kreeg het bevel om de nabijgelegen St. Johns River te blokkeren en de Noordelijken te verjagen. Toen zijn eenheid arriveerde, waren de Noordelijken al vertrokken.

### Tampa
In juni 1862 werden de Oklawaha Rangers naar Tampa, Florida gestuurd. Ze werden ondergebracht in Fort Brooke. Op 30 juni verscheen de USS Sagamore onder leiding van de Noordelijke kapitein A. J. Drake aan de horizon. De kanoneerboot naderde het fort en opende het vuur. De Slag bij Tampa was begonnen. Na de kanonnade stuurde kapitein Drake 18 mariniers aan land onder de bescherming van een witte vlag en eiste de overgave van het fort. Pearson antwoordde dat het woord overgave niet in zijn woordenboek stond.

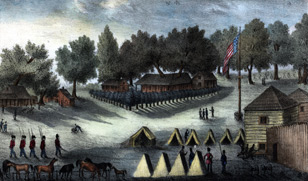
Fort Brooke rond 1840

Na de kleine wapenstilstand vuurde het Noordelijke schip opnieuw op het fort. Toen de volgende dag bleek dat zijn schip het fort niet tot de overgave kon dwingen, trok kapitein Drake zich terug.

### De slag bij Olustee
Nadat ze 18 maanden het fort hadden bemand, werd Pearsons eenheid op 23 november 1863 naar Clay Landing overgebracht. Vijf dagen later werden ze naar Camp Finegan gestuurd tot ze deze moesten verlaten op 8 februari 1864. Kort daavoor was de Noordelijke generaal Truman Seymour met een strijdmacht aan land gekomen om Jacksonville in te nemen. Zijn doel was om door te stoten naar Tallahassee om zo de rest van Florida af te snijden van de Zuidelijke Staten. De Zuidelijke brigadegeneraal Joseph Finnegan verzocht om versterkingen bij generaal P.G.T. Beauregard om de Noordelijke aanval af te slaan. Brigadegeneraal Alfred H. Colquitt werd ter plaatse gestuurd en trad de vijand bij Olustee tegemoet. Pearsons Rangers vormden de rechterflank en brachten zware verliezen toe aan de United States Colored Troops. Na de Zuidelijke overwinning werd Pearsons eenheid naar het noorden van Florida gestuurd om het gebied te bewaken. Op 28 april 1864 werd zijn eenheid opgenomen als B compagnie in de 9th Florida Infantry Regiment.

### Virginia en overlijden

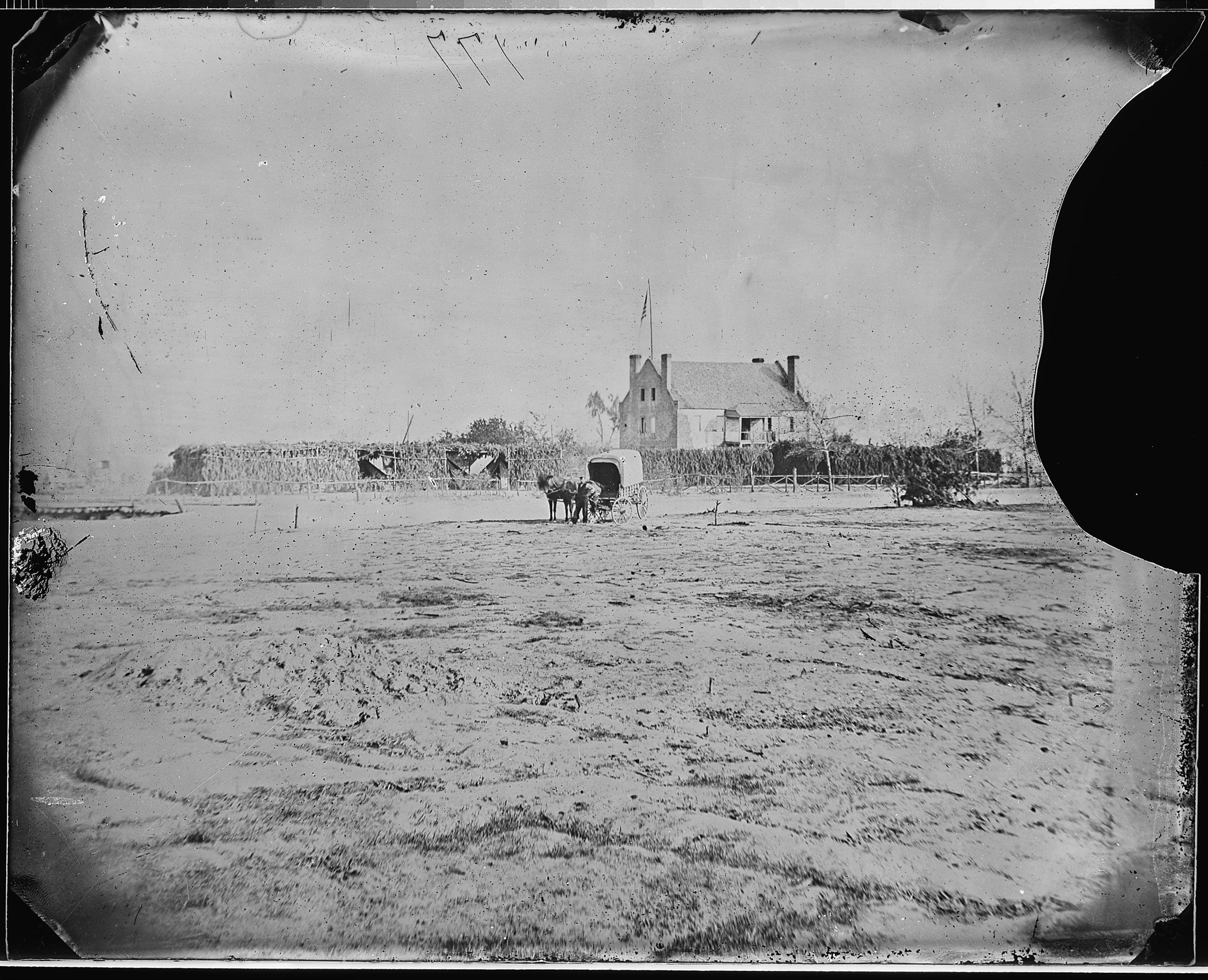
Een foto van Globe Tavern bij Warren Station genomen door Mathew Brady tussen 1860 en 1865.

Op 18 mei 1864 werd het 9th Florida regiment naar het oostelijk front in Virginia gestuurd om het Army of Northern Virginia onder leiding van Robert E. Lee te versterken. Na een tocht van negen dagen kwamen ze aan bij Hanover Junction. Pearsons eenheid werd op 3 juni 1864 ingezet tijdens de Slag bij Cold Harbor waar ze de reserve vormden voor de eenheden van generaal-majoor John C. Breckinridge. Toen de linie brak werd het 9th Texas ingezet om het gat te dichten en de Noordelijke aanval af te slaan. Veel van zijn soldaten sneuvelden of raakten gewond. Ook zijn onderbevelhebbers, luitenant R.D. Harrison en luitenant Francis McMeekin raakten gewond. Na de slag werd ook Pearson naar het hospitaal gestuurd ter verzorging. Na zijn genezing keerde hij terug naar zijn eenheid.
Zijn eenheid, die nu deel uitmaakte van de divisie van generaal-majoor William Mahone, werd op 21 augustus 1864 naar de Weldon Railroad gestuurd. De Noordelijken hadden een deel van de spoorweg in handen en Mahone diende ze te verjagen. Tijdens de daaropvolgende Slag bij Globe Tavern raakte Pearson gewond.   Hij werd geraakt in de borst door granaatscherven tijdens een aanval van zijn regiment. In het hospitaal diende hij per brief zijn ontslag in die op 2 september werd aanvaard.
Hij werd naar huis gestuurd. Op weg naar Orange Springs kreeg hij last van zijn verwondingen en moest halt houden in Augusta, Georgia. Hij stierf er op 30 september 1864. Pearson werd begraven op de  Laurel Grove Cemetery in Savannah, Georgia.